# Palpita quasiannulata
Palpita quasiannulata là một loài bướm đêm trong họ Crambidae.